# Eudrapa labandodes
Eudrapa labandodes là một loài bướm đêm trong họ Noctuidae.